# غونتر كريمر
غونتر كريمر (بالألمانية: Günter Krämer)‏ هو مخرج ألماني، ولد في 2 ديسمبر 1940 في نويشتات أن در فاينشتراسه في ألمانيا.

## وصلات خارجية
- غونتر كريمر على موقع IMDb (الإنجليزية)
- غونتر كريمر على موقع مونزينجر (الألمانية)
- غونتر كريمر على موقع قاعدة بيانات الفيلم (الإنجليزية)